# Rottmersleben
Rottmersleben este o comună în Saxonia-Anhalt, Germania